# Cal Pellicer (Porrera)
Cal Pellicer és una obra de Porrera (Priorat) inclosa a l'Inventari del Patrimoni Arquitectònic de Catalunya.

## Descripció
Edifici de planta rectangular bastit de maçoneria i obra, arrebossada i pintada, de planta baixa, dos pisos i golfes, i cobert per teulada a dos vessants. A la façana s'obren una porta i una finestra a la planta a la planta baixa, tres balcons a cada un dels pisos i tres balconets a la golfes. Cal destacar la portalada de pedra, dovellada, amb la inscripció "F. D. MF/ DELMAS/ ANI/1798" a la clau. Pintures amb connotacions modernistes decoren la façana.

## Història
Bastida arran de l'increment demogràfic del segle xviii en un sector en expansió, la casa va pertànyer a una de les famílies importants del poble. Fou renovada a les darreries del segle xix. Actualment serveix de segona residència.